# Falu landsfiskalsdistrikt
Falu landsfiskalsdistrikt var 1918–1964 ett landsfiskalsdistrikt i Kopparbergs län, bildat som Kopparbergs landsfiskalsdistrikt när Sveriges indelning i landsfiskalsdistrikt trädde i kraft den 1 januari 1918, enligt beslut den 7 september 1917. När Sveriges nya indelning i landsfiskalsdistrikt trädde i kraft den 1 oktober 1941 (enligt kungörelsen den 28 juni 1941) ändrades distriktets namn till Stora Kopparbergs landsfiskalsdistrikt och Vika landskommun tillfördes från det upphörda Sundborns landsfiskalsdistrikt. Den 1 januari 1964 (enligt kungörelse den 13 december 1963) införlivades Falu stad och distriktets namn ändrades till Falu landsfiskalsdistrikt. Den 1 januari 1965 avskaffades i Sverige samtliga landsfiskaler och landsfiskalsdistrikt, och deras arbetsuppgifter delades upp på de nyskapade indelningarna polisdistrikt, åklagardistrikt och kronofogdedistrikt.
Landsfiskalsdistriktet låg under länsstyrelsen i Kopparbergs län.

## Ingående områden
När Sveriges nya indelning i landsfiskalsdistrikt trädde i kraft den 1 januari 1952 (enligt kungörelsen 1 juni 1951) ändrades distriktets omfattning. Den 1 januari 1964 utökades distriktets område med Falu stad.

### Från 1918
- Aspeboda landskommun
- Stora Kopparbergs landskommun

### Från 1 oktober 1941
- Aspeboda landskommun
- Stora Kopparbergs landskommun
- Vika landskommun

### Från 1 januari 1952
- Stora Kopparbergs landskommun
- Sundborns landskommun
- Vika landskommun

### Från 1 januari 1964
- Falu stad
- Stora Kopparbergs landskommun
- Sundborns landskommun
- Vika landskommun